# 橫紋多紀魨
橫紋多紀鲀（学名：Takifugu oblongus，又名横纹东方鲀、瓦氏魨，俗名橫紋河魨、氣規、規仔、黄乖鱼、沙龟鱼、花龙乖、乖鱼、黄花龟），为輻鰭魚綱魨形目四齒魨亞目四齒鲀科东方鲀属的一種鱼类。

## 分布
本魚分布于非洲、印度西太平洋區，以及中国南海、东海等海域，包括南非、留尼旺、馬達加斯加、波斯灣、印度、泰國、菲律賓、中國、台灣、日本、越南、馬來西亞、印尼、新幾內亞、澳洲、薩摩亞群島等海域。

## 深度
水深6至100公尺。

## 特徵
本魚體呈圓筒形，被覆由鱗片特化的細棘；口小。魚背部黃褐色，散布白色短橫帶；腹部銀白色。尾鰭截形，背鰭軟條12至14枚；臀鰭軟條10至12枚，它體長可達40公分。

## 生態
本魚大多棲息於礁沙混合區的大陸棚，成魚棲息於較深水域；幼魚於三月孵化，偶爾會進入河口活動。游動緩慢，受驚嚇時會吸入大量空氣或水，將魚體鼓脹成圓球狀，以嚇退掠食者，屬肉食性，以小型底棲動物為食。

## 經濟利用
非食用魚，皮膚、精巢、魚肉和內臟均有河豚毒素。